# 阿部乃ちゃんねる
『阿部乃ちゃんねる』（あべのちゃんねる）は、エンタ!959で放送されていたバラエティ番組である。

## 番組概要
AV女優・阿部乃みくの冠番組。同名のツイキャス配信から企画され番組化したもので、原則月に一度公開収録、放送されている。タイトルロゴはすべてアルファベットで「ABeNO Ch」。
コンセプトは「60分気ままにトーク」。「女優さんのありのままの姿を見せる番組」。第2回以降、阿部乃の気になる女優、好みの女優をゲストに迎えているエッチなガールズトーク番組である。
2020年6月、翌年1月での番組終了がアナウンスされた。同年11日から12日にかけては24時間生配信の特別番組をYouTubeおよびvimeoの無料配信、有料配信で行った（「かすみレディオ」の企画「24時間かすみレディオ」に倣ったもの）。
同年10月、番組最終回が2020年11月21日、Shibuya LOFT9で公開収録されることが発表された。2021年1月2日に最終回を迎えた。

## 出演者
MC
- 阿部乃みく

番組でのキャッチフレーズは「元気系腐女子」。

## おもなコーナー
- セクシー阿部乃予備校[7]‐新人女優に阿部乃が実践を交えたテクニックや悩み相談に応じるトークコーナー。

## 放送リスト
| 放送回   | 初回放送日     | ゲスト | 備考 |
| -------- | -------------- | --- | --- |
| #1       | 2014年 10月2日 | | |
| #2       | 11月1日        | 篠宮ゆり 乙葉ななせ | ベストVol.1収録                                                                                         |
| #3       | 12月4日        | 篠宮ゆり 乙葉ななせ | ベストVol.1収録                                                                                         |
| #4       | 2015年 1月1日  | 紺野ひかる 湊莉久 | ベストVol.1収録                                                                                         |
| #5       | 2月1日         | 紺野ひかる 湊莉久 | ベストVol.1収録                                                                                         |
| #6       | 3月5日         | 浜崎真緒 夏目優希 | |
| #7       | 4月2日         | 浜崎真緒 夏目優希 | |
| #8       | 5月10日        | 南梨央奈 佳苗るか | ベストVol.1収録                                                                                         |
| ♯9       | 6月7日         | 南梨央奈 佳苗るか | ベストVol.1収録                                                                                         |
| #10      | 7月5日         | 河西あみ 小西まりえ | |
| #11      | 8月2日         | 河西あみ 小西まりえ | |
| #12      | 9月6日         | 陽木かれん | |
| #13      | 10月4日        | 香山美桜 里咲しおり | |
| #14      | 11月1日        | 香山美桜 里咲しおり | |
| #15      | 12月5日        | あおいれな 涼宮琴音 | |
| #16      | 2016年 1月3日  | あおいれな 涼宮琴音 | |
| #17      | 2月4日         | 紺野ひかる 浜崎真緒 | ベストVol.2収録                                                                                         |
| #18      | 3月3日         | 紺野ひかる 浜崎真緒 | 初のロケ企画を実施。 ベストVol.2収録                                                                    |
| #19      | 4月1日         | なつめ愛莉 森保さな | ベストVol.1収録                                                                                         |
| #20      | 5月1日         | なつめ愛莉 森保さな | ベストVol.1収録                                                                                         |
| #21      | 6月3日         | さとう愛理 かなで自由 | |
| #22      | 7月1日         | さとう愛莉 かなで自由 | |
| #23      | 8月2日         | 篠宮ゆり 乙葉ななせ 佳苗るか なつめ愛莉 | |
| #24      | 9月2日         | 涼海みさ 尾崎ののか | |
| #25      | 10月2日        | 涼海みさ 尾崎ののか | |
| #26      | 11月1日        | 向井藍 椎名そら | ベストVol.2、3収録                                                                                      |
| #27      | 12月2日        | 向井藍 椎名そら | ベストVol.2、3収録                                                                                      |
| #28      | 2017年 1月3日  | 美竹すず 皆野あい あず希 森保さな はるのるみ | XmasParty公開収録 ベストVol.2収録                                                                       |
| #29      | 2月3日         | 栄川乃亜 野々宮みさと | |
| #30      | 3月3日         | 栄川乃亜 野々宮みさと | |
| #31      | 4月2日         | 桐谷まつり 榎本美咲 | |
| #32      | 5月2日         | 桐谷まつり 榎本美咲 | |
| #33      | 6月2日         | 佐倉絆 友田彩也香 | |
| #34      | 7月2日         | 佐倉絆 友田彩也香 | |
| #35      | 8月4日         | 浜崎真緒 紺野ひかる 緒奈もえ 栄川乃亜 | |
| #36      | 9月3日         | 相沢みなみ 明里つむぎ | |
| #37      | 10月1日        | 相沢みなみ 明里つむぎ | |
| #38      | 11月3日        | 戸田真琴 栗衣みい（Bstar女学園） | |
| #39      | 12月1日        | | 総集編                                                                                                  |
| #40      | 2018年 1月2日  | 大槻ひびき あべみかこ | AAですけど何か?Vol.2収録 AAですけど何か?Vol.3収録                                                       |
| #41      | 2月2日         | 大槻ひびき あべみかこ | AAですけど何か?Vol.2収録 AAですけど何か?Vol.3収録                                                       |
| #42      | 3月2日         | 春原未来 羽月希 | |
| #43      | 4月1日         | 春原未来 羽月希 | |
| #44      | 5月1日         | 佳苗るか 桜木優希音 相沢みなみ 桐谷まつり | |
| #45      | 6月3日         | 小倉由菜 青山希愛 | |
| #46      | 7月2日         | 小倉由菜 青山希愛 | |
| #47      | 8月5日         | 栄川乃亜 霧島さくら あべみかこ | AAですけど何か?Vol.1収録                                                                                |
| #48      | 9月2日         | 栄川乃亜 霧島さくら あべみかこ | AAですけど何か?Vol.1収録                                                                                |
| #49      | 10月1日        | 本庄鈴 加藤ももか（SOD女学園） | |
| #50      | 11月2日        | 本庄鈴 加藤ももか（SOD女学園） | |
| #51      | 12月2日        | AIKA 椎名そら 相沢みなみ 神坂ひなの | |
| #52      | 2019年 1月2日  | | トーク傑作選＆未公開特別編                                                                              |
| #53      | 2月3日         | 篠宮ゆり、佐倉絆 | ベストVol.3収録                                                                                         |
| #54      | 3月2日         | 篠宮ゆり、佐倉絆 | ベストVol.3収録                                                                                         |
| #55      | 4月2日         | きみと歩実、原さくら | |
| #56      | 7月1日         | 優月心菜＆乃木蛍 | |
| #57      | 8月3日         | 優月心菜＆乃木蛍 | |
| #58      | 9月1日         | 優月心菜＆乃木蛍 | |
| #59      | 10月1日        | 希島あいり、相沢みなみ、みひな、乃木蛍 | ベストVol.3収録                                                                                         |
| #60      | 11月2日        | あおいれな、佐藤ゆか | |
| #61      | 12月1日        | あおいれな、佐藤ゆか | |
| #62      | 1月4日         | 波多野結衣、浜崎真緒 | |
| #63      | 2月2日         | 波多野結衣、浜崎真緒 | |
| #64      | 3月1日         | 架乃ゆら、坂道みる、乃木蛍、新名あみん | XmasParty公開収録 LOVE昭和Vol.2収録                                                                     |
| #65      | 4月4日         | あけみみう、篠崎かんな | |
| #66      | 5月2日         | あけみみう、篠崎かんな | |
| #67      | 6月1日         | あべみかこ、栄川乃亜、山岸逢花 | AAですけど何か?Vol.4収録                                                                                |
| #68      | 7月5日         | あべみかこ、栄川乃亜、山岸逢花 | AAですけど何か?Vol.5収録                                                                                |
| #69      | 8月2日         | 紺野ひかる、浜崎真緒 | 初のロケ企画ブルーレイキャンプ編収録                                                                    |
| #70      | 9月1日         | 紺野ひかる、浜崎真緒 | ブルーレイキャンプ編収録                                                                                |
| 特別番組 | 9月11日        | 18:00-21:00、紺野ひかる、浜崎真緒 21:00-23:00、天使もえ 23:00-、浅井心晴 | 24時間阿部乃ちゃんねる（配信） ブルーレイ24時間上巻収録                                                 |
| 特別番組 | 9月12日        | -1:00、浅井心晴1:00-2:00、日暮圭介、dec、ファンタスター加藤（阿部乃マネージャー） 11:00-13:00、セクシー阿部乃予備校最終回 笠木いちか、密美杏 13:00-15:00、佳苗るか 15:00-17:00、乃木蛍 17:00-19:00、佐倉絆 | 24時間阿部乃ちゃんねる（配信） ブルーレイ24時間上巻収録（2時まで） ブルーレイ24時間下巻収録（11時以降） |
| #71      | 10月3日        | 紺野ひかる、浜崎真緒 | ブルーレイ24時間上巻収録                                                                                |
| 特別番組 | 10月18日       | 24時間阿部乃ちゃんねる 第1話 天使もえ、浅井心晴、紺野ひかる、浜崎真緒、dec、日暮圭介 | 9月11日配信分の再編集放送。 4時間番組。 ブルーレイ24時間上巻収録                                        |
| #72      | 11月2日        | 笠木いちか、蜜美杏 | ブルーレイ24時間下巻収録                                                                                |
| 特別番組 | 11月5日        | 24時間阿部乃ちゃんねる 第2話 阿部乃みく 佳苗るか 乃木蛍 | 9月11日配信分の再編集放送。 3時間番組。 ブルーレイ24時間下巻収録                                        |
| #73      | 12月2日        | 佐倉絆 | ブルーレイ24時間下巻収録                                                                                |
| #74      | 2021年 1月2日  | 篠宮ゆり、向井藍、南梨央奈 、佐倉絆 | 2020年11月21日公開収録                                                                                  |

## スタッフ
- 制作著作：つくばテレビ→ノーマンスリー（2019年4月以降）

## 関連商品
発売元はDVDはつくばテレビ。ブルーレイ以降はノーマンスリー。

### DVD
- 阿部乃ちゃんねるベストVol.1（2014年から2016年5月までの2周年記念ベスト）
- 阿部乃ちゃんねるベストVol.2（2016年6月から12月までの2周年記念ベスト盤第2弾作）

### ブルーレイ
- 阿部乃ちゃんねるベストVol.3（2019年12月1日発売）
- 阿部乃ちゃんねるキャンプ編～阿部乃みく最後の夏の思い出～（2020年10月）
- 24時間阿部乃ちゃんねる・上巻（2020年11月）
- 24時間阿部乃ちゃんねる・下巻（2020年11月）